# Tincques
Tincques är en kommun i departementet Pas-de-Calais i regionen Hauts-de-France i norra Frankrike. Kommunen ligger i kantonen Aubigny-en-Artois som tillhör arrondissementet Arras. År 2022 hade Tincques 808 invånare.

## Befolkningsutveckling
Antalet invånare i kommunen Tincques
| Referens: INSEE |